# Haruna Kuboyama
Haruna Kuboyama (japanisch 久保山 晴菜 Kuboyama Haruna; * 5. April 1996) ist eine japanische Leichtathletin, die sich auf den Sprint spezialisiert hat.

## Sportliche Laufbahn
Erste internationale Erfahrungen sammelte Haruna Kuboyama beim Denka Athletics Challenge Cup, bei dem sie in 11,80 s und 24,71 s über 100 und 200 Meter siegte. 2022 siegte sie in 53,68 s über 400 Meter beim Michitaka Kinami Memorial Athletics Meet und im Jahr darauf siegte sie in 53,21 s beim Qosanov Memorial. Anschließend belegte sie bei den Asienmeisterschaften in Bangkok in 53,80 s den vierten Platz im 400-Meter-Lauf und belegte mit der japanischen 4-mal-400-Meter-Staffel in 3:35,26 min den vierten Platz. Zudem gewann sie in der Mixed-Staffel in 3:15,71 min gemeinsam mit Kenki Imaizumi, Fuga Sato und Nanako Matsumoto die Bronzemedaille hinter den Teams aus Indien und Sri Lanka und stellte damit einen neuen Landesrekord auf. 2024 belegte sie bei den Hallenasienmeisterschaften in Teheran in 56,28 s den vierten Platz über 400 Meter.
2023 wurde Kuboyama japanische Meisterin im 400-Meter-Lauf.

## Persönliche Bestleistungen
- 100 Meter: 11,55 s (+1,5 m/s), 20. August 2022 in Kagoshima
- 200 Meter: 23,57 s (0,0 m/s), 4. Juni 2023 in Osaka
- 400 Meter: 53,07 s, 6. Mai 2023 in Osaka
  - 400 Meter (Halle): 56,28 s, 18. Februar 2024 in Teheran